# Hot Springs, Montana
Hot Springs är en ort i Sanders County i delstaten Montana, USA.